# Choc des capitales
La rivalité entre l'AC Milan et l'AS Rome oppose des clubs des deux villes les plus importantes d'Italie : Milan (capitale économique du pays) et Rome (capitale administrative). Cette rencontre est également appelée choc des capitales ou classico capitalino.
Placé médiatiquement derrière les derbys de Milan et de Rome, la rivalité oppose deux des formations les plus titrées d'Italie, même si les Lombards possèdent un plus grand palmarès que les Giallorossi. Le club milanais fait notamment la différence sur le palmarès continental en remportant sept Ligue des Champions et deux Coupes des Coupes, contre une Coupe des villes de foires ainsi qu'une Ligue Europa Conférence pour son homologue romain.
Le bilan des confrontations est à l'avantage du Milan AC, ce dernier ayant remporté une trentaine de matchs de plus que l'AS Rome[réf. nécessaire].

## Navigation